# Războiul Inelului
Războiul Inelului este un conflict de amploare ce apare în Stăpânul Inelelor, carte scrisă de către J. R. R. Tolkien. Acest război are ca miză dominația asupra continentului și controlul asupra Inelului.